# Muhlenbergia uniflora
Muhlenbergia uniflora är en gräsart som först beskrevs av Henry Ernest Muhlenberg, och fick sitt nu gällande namn av Merritt Lyndon Fernald. Muhlenbergia uniflora ingår i släktet muhlygräs, och familjen gräs. Inga underarter finns listade i Catalogue of Life.